# Леонидас Папапавлу
Леонидас Папапавлу (на гръцки: Λεωνίδας Παπαπαύλου) е гръцки учител, деец на гръцката въоръжена пропаганда в Македония.

## Биография
Папапавлу е роден в 1866 година в западномакедонския град Сятища, тогава Османската империя, днес Гърция в семейството на поп Павлос и Нимфодора. Брат му Александрос Папапавлу е доктор по право, лингвист, консул в Родосто и генерален консул на Гърция в Родос. Учи в Сятища, а по-късно завършва гръцката гимназия в Битоля. Със стипендия от сятищянина, професор по история в Атинския университет Теодорос Манусис продължава обучението си по литература в Лайпциг.
Завръща се в Македония и работи като учител в Битоля. В Битоля е активен деец на гръцкия комитет, стремящ се да дава отпор на българщината.
По-късно работи в Ларнака и в продължение на две години преподава в Общокипърската гимназия в Никозия. След това шест години е директор на гръцката гимназия в Сяр. Често пътува по села и градове в Македония и развива антибългарска дейност.
Убит е от български войници в Левуново по време на Междусъюзническата война в 1913 година заедно с учителя Георгиос Сфикас, лекаря Анастасиос Хрисафис, банкера Константинос Стамулис, фармацевта Несторос Сфикас, бръснаря Стерьос Георгиу-Куреос и един друг серски гръцки първенец.
В Сяр на негово име е кръстена улица и е издигнат негов бюст.